# محمود مختار باشا
محمود مختار باشا (بالتركية Mahmut Muhtar Paşa، 1867 - 15 مارس 1935) هو جندي ودبلوماسي عثماني، ولاحقا مواطن تركي، وابن الصدر الأعظم أحمد مختار باشا. ولد في استانبول وعاد إليها بعد 7 سنوات من التكوين العسكري في ألمانيا القيصرية. شارك في الحرب العثمانية-اليونانية سنة 1897 على الرغم من حظر السلطان عبد الحميد الثاني، سنة 1910، أصبح وزيرا للبحرية في مكتب ابراهيم حقي باشا وساهم في بناء أول بارجة عثمانية (مدرعة بحرية).
بعد اندلاع حرب البلقان الأولى سنة 1912، توجه إلى الجبهة كقائد للفيلق العثماني الثالث حيث تعرض لجروح بليغة خلال معركة كرك كاليسا، كتب يوميات تجربة في حرب البلقان كتابا بعنوان «لماذا خسرنا الروملي» (بالتركية Rumeli'yi Neden Kaybettik) سنة 1913 والذي ترجم إلى الألمانية والفرنسية.
في 29 ماي 1929، تم تقديمه للمحاكمة أمام المحكمة العليا لأسباب تتعلق بفساد مالي تتعلق بإنجاز خط سكة الحديد في الأناضول.